# Okroug urbain
En Russie, un okroug urbain (en russe : городской округ, gorodskoï okroug) est un type de municipalité, qui regroupe une ou plusieurs localités qui n'ont pas elles de statut de municipalité, et qui exerce l'autonomie locale, par l'intermédiaire d'élus et d'organes de pouvoir, qui exerce certaines compétences de l'État transférées aux collectivités locales. Il est de la même catégorie administrative qu'un établissement rural, et il peut être comparé à une métropole en France, même si en France les communes de la métropole ont un pouvoir, contrairement aux localités dans un okroug urbain en Russie. Au 1er janvier 2021, il y avait 633 okrougs urbains en Russie.

## Caractéristique

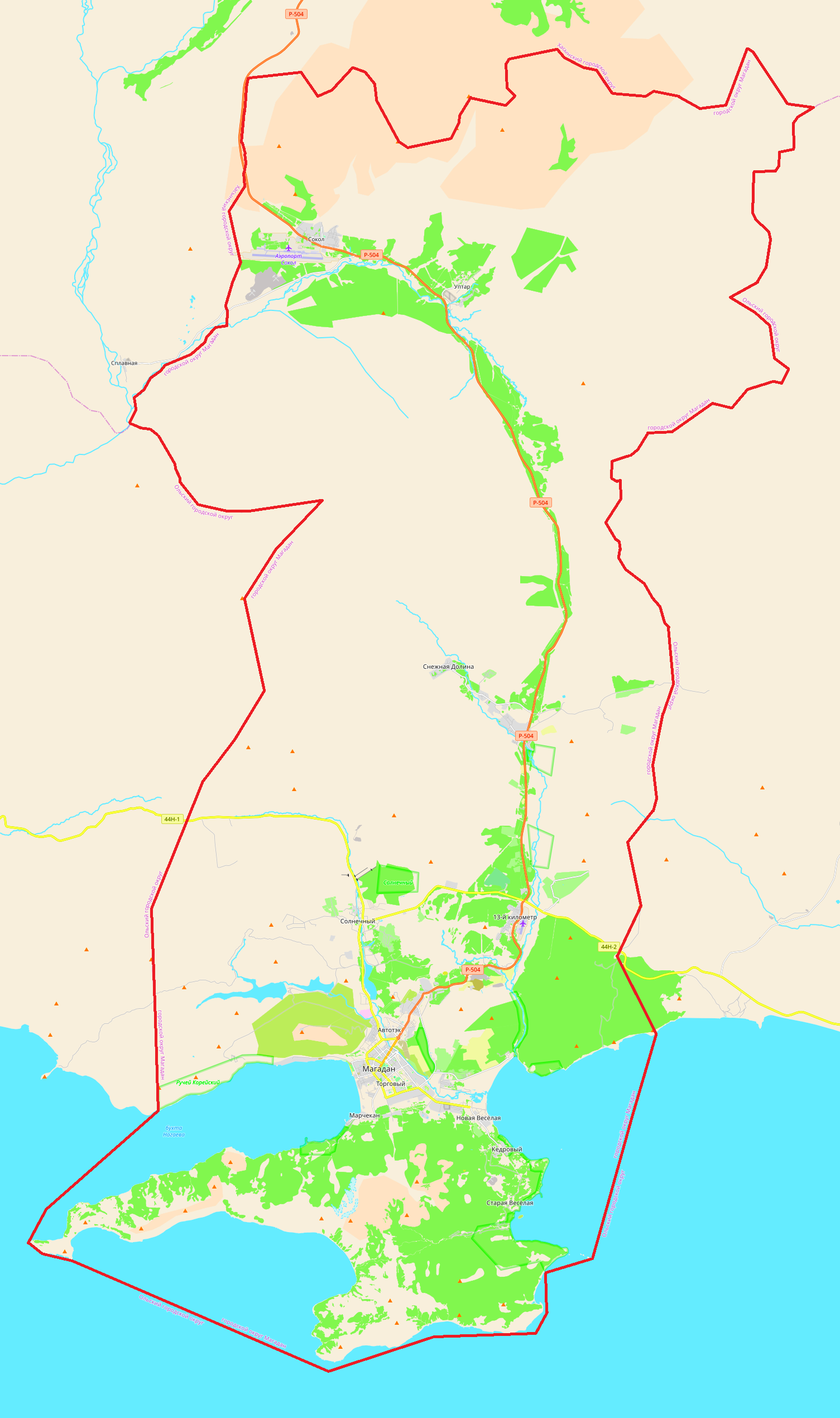
Carte de l'okroug urbain de Magadan comprenant la ville de Magadan et les communes urbaines de Sokol et Ouptar.

Le statut d'un okroug urbain en tant qu'entité municipale est défini par la loi fédérale n°131-F2 du 6 octobre 2003, qui dit qu'un okroug urbain est un établissement urbain qui ne fait pas partie d'un raïon municipal et dont les organes d'autonomie locale exercent le pouvoir de résoudre les questions d'importance locale d'une localité et les problèmes d'importance locale d'un raïon municipal établi par la présente loi fédérale, et peut également exercer certains pouvoirs de l'État transférés aux organes de l'autonomie locale par les lois fédérales et les lois des entités constitutives de la fédération de Russie.
| Municipalités de Russie au 01.01.2021 | Municipalités de Russie au 01.01.2021 | Municipalités de Russie au 01.01.2021                          | Niveau (selon OKTMO (ru)) | Niveau (selon OKTMO (ru)) | Total  |
| ------------------------------------- | ------------------------------------- | -------------------------------------------------------------- | ------------------------- | ------------------------- | ------ |
| Type de municipalité                  | Type de municipalité                  | Type de municipalité                                           | I                         | II                        | Total  |
| Raïons municipaux                     | Raïons municipaux                     | Raïons municipaux                                              | 1606                      | -                         | 1606   |
| Okrougs municipaux                    | Okrougs municipaux                    | Okrougs municipaux                                             | 100                       | -                         | 100    |
| Okrougs urbains                       | 633                                   | sans division intra-okroug                                     | 630                       | -                         | 633    |
| Okrougs urbains                       | 633                                   | avec division intra-okroug (ru)                                | 3                         | -                         | 3      |
| Municipalité intra-urbaine (ru)       | 286                                   | territoire intra-urbain d'une ville d'importance fédérale (ru) | 267                       | -                         | 267    |
| Municipalité intra-urbaine (ru)       | 286                                   | avec raïons intra-urbains (ru)                                 | -                         | 19                        | 19     |
| Établissement rural                   | Établissement rural                   | Établissement rural                                            | -                         | 16 332                    | 16 332 |
| Établissement urbain (ru)             | Établissement urbain (ru)             | Établissement urbain (ru)                                      | -                         | 1346                      | 1346   |
| Total                                 | Total                                 | Total                                                          | 2606                      | 17 697                    | 20 303 |

Depuis le 3 avril 2017, un okroug urbain est défini comme une ou plusieurs localités unies par un territoire commun qui ne sont pas des municipalités, dans lesquelles l'autonomie locale est exercée par la population directement et (ou) par l'intermédiaire d'organes élus et d'autres collectivités locales, qui peuvent exercer certains compétences de l'État transférés aux organes d'autonomie locale par les lois fédérales et les lois des sujets de la fédération de Russie  ,.
Indirectement, la définition d'un okroug urbain comme ne faisant pas partie d'une raïon ou d'un établissement urbain est défini au paragraphe 7 de l'art. 13 sur les transformations municipales : « 7. Un changement de statut d'une municipalité dans le cadre de l'octroi du statut d'okroug urbain ou de sa privation du statut d'okroug urbain est effectué par la loi du sujet de la fédération de Russie avec le consentement de la population de la municipalité correspondante, [...] exprimé par les organes représentatifs » .
Les villes fermées, y compris celles organisées sur le territoire des établissements de type rural, et les cités scientifiques ont également le statut d'okroug urbain.
Deux municipalités de Moscou (Troïtsk, Shcherbinka) ont le statut d'okroug urbain, le même statut qu'elles avaient dans le cadre de la région de Moscou jusqu'au 1er juillet 2012 .
Depuis la loi fédérale n° 136-FZ du 27 mai 2014, un nouveau type d'okroug urbain a été instauré - un okroug urbain avec division intra-okroug (ru). La ville de Tcheliabinsk est devenue le premier okroug urbain avec une division intra-urbaine.
Avec la loi fédérale du 1er mai 2019 n°. N 87-FZ, un nouveau type de municipalité a été introduit - les okrougs municipaux, dans lesquels, pendant la période de transition jusqu'au 1er janvier 2025, il est interdit de transformer les okrougs urbains, où moins des deux tiers de la population vit dans les villes et (ou) d'autres établissements urbains, et quand la densité de population n'est pas 5 fois ou plus supérieure à la densité de population moyenne du pays ,,,,.
Ainsi, à partir du 1er mai 2019, un okroug urbain est un ou plusieurs établissements unis par un territoire commun qui ne sont pas des municipalités, dans lesquels l'autonomie locale est exercée par la population directement et (ou) par l'intermédiaire d'organes élus et d'autres collectivités locales, qui peuvent exercer certaines compétences de l'État, transférés aux gouvernements locaux par les lois fédérales et les lois des entités constitutives de la fédération de Russie, où au moins les deux tiers de la population d'une telle municipalité vivent dans des villes et (ou) d'autres agglomérations urbaines  .
| Année | Nombre d'okrougs urbains | Sources |
| ----- | ------------------------ | ------- |
| 2008  | 521                      | Rosstat |
| 2009  | 507                      | Rosstat |
| 2010  | 512                      | Rosstat |
| 2011  | 515                      | Rosstat |
| 2012  | 517                      | Rosstat |
| 2013  | 518                      | Rosstat |
| 2014  | 520                      | Rosstat |
| 2015  | 535                      | Rosstat |
| 2016  | 563                      | Rosstat |
| 2017  | 567                      | Rosstat |
| 2018  | 591                      | Rosstat |
| 2019  | 614                      | Rosstat |
| 2020  | 635                      | Rosstat |
| 2021  | 633                      | Rosstat |

### Par sujets de la fédération de Russie
| Okrougs urbains par sujet russe (au 1er janvier 2021) | Okrougs urbains par sujet russe (au 1er janvier 2021) | Okrougs urbains par sujet russe (au 1er janvier 2021) |
| Le sujet de la fédération de Russie                   | nombre selon les données initiales                    | nombre selon les données mises à jour                 |
| District fédéral central                              | 633                                                   | 622                                                   |
| ----------------------------------------------------- | ----------------------------------------------------- | ----------------------------------------------------- |
| Oblast de Belgorod                                    | 143                                                   | 143                                                   |
| Oblast de Briansk                                     | 9                                                     | 9                                                     |
| Oblast de Vladimir                                    | 5                                                     | 5                                                     |
| Oblast de Voronej                                     | 5                                                     | 5                                                     |
| Oblast d'Ivanovo                                      | 3                                                     | 3                                                     |
| Oblast de Kalouga                                     | 6                                                     | 6                                                     |
| Oblast de Kostroma                                    | 2                                                     | 2                                                     |
| Oblast de Koursk                                      | 6                                                     | 6                                                     |
| Oblast de Lipetsk                                     | 5                                                     | 5                                                     |
| Oblast de Moscou                                      | 2                                                     | 2                                                     |
| Oblast d'Orel                                         | 63                                                    | 63                                                    |
| Oblast de Riazan                                      | 3                                                     | 3                                                     |
| Oblast de Smolensk                                    | 4                                                     | 4                                                     |
| Oblast de Tambov                                      | 2                                                     | 2                                                     |
| Oblast de Tver                                        | 7                                                     | 7                                                     |
| Oblast de Toula                                       | 11                                                    | 11                                                    |
| Oblast de Iaroslavl                                   | 7                                                     | 7                                                     |
| Moscou                                                | 3                                                     | 3                                                     |
| District fédéral du Nord-Ouest                        | 56                                                    | 44                                                    |
| République de Carélie                                 | 2                                                     | 2                                                     |
| République des Komis                                  | 6                                                     | 6                                                     |
| Oblast d'Arkhangelsk                                  | 8                                                     | 8                                                     |
| comprenant :                                          |                                                       |                                                       |
| District autonome de Nénétsie                         | 1                                                     | 1                                                     |
| Oblast sans le district autonome                      | 7                                                     | 7                                                     |
| Oblast de Volgograd                                   | 2                                                     | 2                                                     |
| Oblast de Kaliningrad                                 | 22                                                    | 10                                                    |
| Oblast de Léningrad                                   | 1                                                     | 1                                                     |
| Oblast de Mourmansk                                   | 12                                                    | 12                                                    |
| Oblast de Novgorod                                    | 1                                                     | 1                                                     |
| Oblast de Pskov                                       | 2                                                     | 2                                                     |
| Saint-Pétersbourg                                     |                                                       |                                                       |
| District fédéral du Sud                               | 42                                                    | 42                                                    |
| République d'Adyguée                                  | 2                                                     | 2                                                     |
| République de Kalmoukie                               | 1                                                     | 1                                                     |
| République de Crimée                                  | 11                                                    | 11                                                    |
| Kraï de Krasnodar                                     | 8                                                     | 8                                                     |
| Oblast d'Astrakhan                                    | 2                                                     | 2                                                     |
| Oblast de Volgograd                                   | 6                                                     | 6                                                     |
| Oblast de Rostov                                      | 12                                                    | 12                                                    |
| Sébastopol                                            |                                                       |                                                       |
| District fédéral du Caucase du Nord                   | 40                                                    | 40                                                    |
| République du Daghestan                               | 10                                                    | 10                                                    |
| République d'Ingouchie                                | 5                                                     | 5                                                     |
| République de Kabardino-Balkirie                      | 3                                                     | 3                                                     |
| République de Karatchaïévo-Tcherkessie                | 2                                                     | 2                                                     |
| République d'Ossétie du Nord-Alanie                   | 1                                                     | 1                                                     |
| République de Tchétchénie                             | 2                                                     | 2                                                     |
| Kraï de Stravropol                                    | 17                                                    | 17                                                    |
| District fédéral de Privoljié                         | 105                                                   | 108                                                   |
| République de Bachkirie                               | 9                                                     | 9                                                     |
| République des Maris                                  | 3                                                     | 3                                                     |
| République de Mordovie                                | 1                                                     | 1                                                     |
| République du Tatarstan                               | 2                                                     | 2                                                     |
| République d'Oudmourtie                               | 5                                                     | 5                                                     |
| République de Tchouvachie                             | 5                                                     | 5                                                     |
| Kraï de Perm                                          | 25                                                    | 26                                                    |
| Oblast de Kirov                                       | 6                                                     | 6                                                     |
| Oblast de Nijni Novgorod                              | 15                                                    | 15                                                    |
| Oblast d'Orenbourg                                    | 13                                                    | 13                                                    |
| Oblast de Penza                                       | 3                                                     | 3                                                     |
| Oblast de Salara                                      | 10                                                    | 10                                                    |
| Oblast de Saratov                                     | 4                                                     | 4                                                     |
| Oblast d'Oulianovsk                                   | 3                                                     | 3                                                     |
| District fédéral de l'Oural                           | 111                                                   | 11                                                    |
| Oblast de Kourgan                                     | 2                                                     | 2                                                     |
| Oblast de Sverdlovsk                                  | 68                                                    | 68                                                    |
| Oblast de Tioumen                                     | 25                                                    | 25                                                    |
| comprenant :                                          |                                                       |                                                       |
| District autonome des Khantys-Mansis                  | 13                                                    | 13                                                    |
| District autonome de Iamalie-Nénétsie                 | 6                                                     | 6                                                     |
| Oblast de Tioumen sans les districts                  | 6                                                     | 6                                                     |
| Oblast de Tcheliabinsk                                | 16                                                    | 16                                                    |
| District fédéral sibérien                             | 71                                                    | 71                                                    |
| République de l'Altaï                                 | 1                                                     | 1                                                     |
| République de Touva                                   | 2                                                     | 2                                                     |
| République de Khakassie                               | 5                                                     | 5                                                     |
| Kraï de l'Altaï                                       | 10                                                    | 10                                                    |
| Kraï de Krasnodar                                     | 17                                                    | 17                                                    |
| Oblast d'Irkoutsk                                     | 10                                                    | 10                                                    |
| Oblast de Kemerovo                                    | 16                                                    | 16                                                    |
| Oblast de Novossibirsk                                | 5                                                     | 5                                                     |
| Oblast d'Omsk                                         | 1                                                     | 1                                                     |
| Oblast de Tomsk                                       | 4                                                     | 4                                                     |
| District fédéral extrême-oriental                     | 66                                                    | 66                                                    |
| République de Bouriatie                               | 2                                                     | 2                                                     |
| République de Sakha (Iakoutie)                        | 2                                                     | 2                                                     |
| Kraï de Transbaïkalie                                 | 4                                                     | 4                                                     |
| Kraï du Kamtchatka                                    | 3                                                     | 3                                                     |
| Kraï du Primorié                                      | 12                                                    | 12                                                    |
| Kraï de Khabarovsk                                    | 2                                                     | 2                                                     |
| Oblast de l'Amour                                     | 9                                                     | 9                                                     |
| Oblast de Magadan                                     | 9                                                     | 9                                                     |
| Oblast de Sakhaline                                   | 18                                                    | 18                                                    |
| Oblast autonome juif                                  | 1                                                     | 1                                                     |
| District autonome de Tchoukotka                       | 4                                                     | 4                                                     |

L'oblast de Sverdlovsk avec 68 okrougs, et l'oblast de Moscou avec 60 okrougs, sont les deux sujets avec le plus d'okrougs urains. A contrario, les oblasts de Léningrad, de Novgorod et d'Omsk, l'oblast autonome juif, ainsi que les républiques de l'Altaï, de Kalmoukie et de  Mordovie, d'Ossétie du Nord - Alania et la Nénétsie en ont chacun un (au 1er janvier 2020).
Depuis le 1er janvier 2016 , 3 okrougs urbains ont des divisions intra-urbaines (1 dans chaque sujet que sont le Daghestan et l'oblast de Samara et celui de Tcheliabinsk).

## Dénomination
Les okrougs urbains dans leurs noms incluent principalement, en plus des termes , le nom soit complètement des colonies qui sont des centres administratifs (okroug urbain de Khimki, okroug urbain de Magadan), ou sous une forme dérivée (okroug urbain d'Odintsovo, okroug urbain de Sosnovoborsky, municipalité de la ville de Zima).
Les exceptions sont les okrougs de urbains : de Bogorodsk et de Lénine dans l'oblast de Moscou, de Kirovsk , de Petrov et Sovetski dans le kraï de Stravropol, Novaïa Zemlya dans l'oblast d'Arkhangelsk, de la Sredenekan, Tenkinski et de la Khassyn dans l'oblast de Magadan, la ZATO d'Aleksandrovsk dans l'oblast de Mourmansk .
Pour l'oblast de Sverdlovsk, les centres administratifs actuels de la municipalité d'Alapaïevsk, de l'okroug urbain Gornouralski, de la municipalité d'Irbit, de l'okroug urbain de Kamensk et de l'okroug de Krasnooufimsk ne sont pas inclus dans les okrougs, formant des municipalités indépendantes avec le statut d'okroug urbain.
En tant que noms dérivés, en plus de la combinaison elle-même, okroug urbain peut être remplacé par:
- okroug (Okroug de Mourom, de Krasnooufimsk);
- municipalité (municipalité de la ville d'Angarsk, municipalité de Makhnevskoïe).
- raïon (seulement pour le raïon d'Aleksandrovsk-Sakhalinski, mais courant avant les années 2010 lorsque de nombreux changements de noms ont été faits)